# Extrem Orient Rus
Extrem Orient Rus (en rus Да́льний Восто́к Росси́и, Dalni Vostok Rossiï) és un terme que es refereix a la part més oriental de Rússia, és a dir entre el llac Baikal i l'est de Sibèria i l'oceà Pacífic. El districte federal de l'Extrem Orient cobreix aquesta zona i limita amb el districte federal de Sibèria a l'oest. En temps del comunisme es coneixia com l'Extrem Orient Soviètic.
Encara que tradicionalment es considera part de Sibèria, l'Extrem Orient Rus es classifica per separat de Sibèria en els esquemes regionals russos (i anteriorment en l'URSS).

## Terminologia
A Rússia, aquesta regió es coneix simplement com l'Extrem Orient, cosa que crea una confusió potencial amb el significat internacional de l'Extrem Orient en les traduccions. Aquest darrer terme s'anomena normalment a Rússia «Regió Àsia-Pacífic» (en rus Азиатско-тихоокеанский регион, Aziatsko-tikhookeanski reguion) o «Àsia de l'Est» (en rus Восточная Азия, Vostótxnaia Àzia).

## Història
Rússia arribà a la costa del Pacífic el 1647 amb l'establiment d'Okhotsk, i consolidà el control de l'Extrem Orient Rus al segle xix.
Diverses entitats amb el nom d'Extrem Orient han existit a la primera meitat del segle xx, totes amb diferents fronteres:
- 1920–1922: la República de l'Extrem Orient, que incloïa les províncies del Transbaikal, l'Amur, Primórie i Kamtxatka i el nord de Sakhalín.
- 1922–1926: la província (óblast) de l'Extrem Orient.
- 1926–1938: el territori (krai) de l'Extrem Orient, que incloïa els moderns territoris de Primórie i Khabàrovsk.

Fins a l'any 2000, l'Extrem Orient no tenia fronteres definides i la simple expressió «Sibèria i l'Extrem Orient» (en rus Сибирь и Дальний Восток, Sibir i Dalni Vostok) sovint es feia servir per referir-se a les regions russes a l'est dels Urals, sense una clara distinció entre Sibèria i l'Extrem Orient Rus.
L'any 2000, els subjectes federals de Rússia es van agrupar en els més extensos districtes federals i es va crear el districte federal de l'Extrem Orient, que comprenia l'óblast de l'Amur, el districte autònom de Txukotka, la província autònoma dels Hebreus, l'óblast de Kamtxatka amb el districte autònom de Koriàkia, el krai de Khabàrovsk, l'óblast de Magadan, el krai de Primórie, la república de Sakhà i l'óblast de Sakhalín. Segons aquestes fronteres, l'Extrem Orient Rus ocupa una superfície de 6,2 milions de km², una tercera part de l'àrea total de Rússia.
Segons el cens del 2002, la població era de 6.692.865 habitants, la major part dels quals residents a les àrees meridionals, i presentava una de les densitats més baixes del món.
.
El 75% de la població és urbana. Les ciutats més grans són:
- Vladivostok (617.500 hab.)
- Khabàrovsk (587.000 hab.)
- Komsomolsk de l'Amur (281.035 hab.)
- Blagovésxensk (219.221 hab.)
- Iakutsk (210.642 hab.)
- Petropàvlovsk-Kamtxatski (198.028 hab.)
- Iujno-Sakhalinsk (177.682 hab.)
- Nakhodka (177.133 hab.)
- Ussurisk (157.759 hab.)